# Underwood, North Dakota
Underwood är en ort i McLean County i delstaten North Dakota, USA.